# Нуоро
Ну́оро (італ. Nuoro, сард. Nùgoro) — муніципалітет в Італії, у регіоні Сардинія, столиця провінції Нуоро.
Нуоро розташоване на відстані близько 320 км на південний захід від Рима, 125 км на північ від Кальярі.
Населення — 37 304 особи (2014).
Щорічний фестиваль відбувається 5 серпня. Покровитель — Santa Maria della Neve.

## Клімат
Місто знаходиться у зоні, котра характеризується середземноморським кліматом. Найтепліший місяць — липень із середньою температурою 23.3 °C (74 °F). Найхолодніший місяць — січень, із середньою температурою 6.1 °С (43 °F).
| Клімат Нуоро            | Клімат Нуоро | Клімат Нуоро | Клімат Нуоро | Клімат Нуоро | Клімат Нуоро | Клімат Нуоро | Клімат Нуоро | Клімат Нуоро | Клімат Нуоро | Клімат Нуоро | Клімат Нуоро | Клімат Нуоро | Клімат Нуоро |
| Показник                | Січ.         | Лют.         | Бер.         | Квіт.        | Трав.        | Черв.        | Лип.         | Серп.        | Вер.         | Жовт.        | Лист.        | Груд.        | Рік          |
| Абсолютний максимум, °C | 19           | 18           | 24           | 25           | 29           | 36           | 38           | 37           | 35           | 30           | 22           | 19           | 38           |
| Середній максимум, °C   | 9            | 10           | 13           | 16           | 20           | 26           | 30           | 30           | 26           | 20           | 15           | 11           | 18           |
| Середня температура, °C | 5            | 6            | 8            | 11           | 14           | 19           | 23           | 23           | 20           | 15           | 11           | 8            | 13           |
| Середній мінімум, °C    | 2            | 2            | 4            | 6            | 9            | 13           | 16           | 16           | 15           | 11           | 7            | 5            | 9            |
| Абсолютний мінімум, °C  | −5           | −7           | −6           | 0            | 0            | 4            | 7            | 7            | 8            | 2            | 0            | −4           | −7           |
| Норма опадів, мм        | 80           | 50           | 50           | 30           | 50           | 20           | 10           | 10           | 30           | 70           | 40           | 70           | 550          |
| Днів з дощем            | 8            | 6            | 6            | 4            | 6            | 2            | 1            | 1            | 4            | 7            | 5            | 8            | 62           |
| Вологість повітря, %    | 81           | 79           | 74           | 72           | 68           | 57           | 52           | 52           | 65           | 76           | 77           | 79           | 69           |
| ----------------------- | ------------ | ------------ | ------------ | ------------ | ------------ | ------------ | ------------ | ------------ | ------------ | ------------ | ------------ | ------------ | ------------ |
| Джерело: Weatherbase    |              |              |              |              |              |              |              |              |              |              |              |              |              |

## Демографія
Населення за роками:

Станом на 1 січня 2023 року в муніципалітеті офіційно проживало 1058 іноземців з 64 країн, серед них 380 громадян країн Євросоюзу та 9 громадян України.

## Уродженці
- Сальваторе Сирігу (*1987) — відомий італійський футболіст, воротар.

## Сусідні муніципалітети
- Бенетутті
- Доргалі
- Мамоіада
- Ольєна
- Орані
- Оргозоло
- Оруне